# Anisogàmia

Diferents formes d'anisogàmia: A) anisogàmia de les cèl·lules mòbils, B) oogàmia (òvul i espermatozoide), C) anisogàmia de cèl·lules no mòbils

L'anisogàmia (també anomenada heterogàmia) es refereix a una forma de reproducció sexual en què la participació de la unió o fusió de dos gàmetes diferents per la grandària o per la grandària i també la forma. Generalment el gàmeta més petit és considerat com el masculí (espermatozoides), mentre que el gàmeta major és considerat el femení (òvul). Aquest tipus d'anisogàmia també s'anomena anisogàmia morfològica enfront de l'anisogàmia fisiològica on les diferències es manifesten en el comportament dels gàmetes.
Hi ha diversos tipus d'anisogàmia; tots dos gàmetes poden ser flagel·lats i, per tant, mòbils, cap dels dos gàmetes poden ser flagel·lats (per exemple en algunes algues i plantes superiors). En l'alga vermella Polysiphonia, els òvuls grans no mòbils són fecundats pels petits espermatozoides també no mòbils. En les plantes superiors, els gàmetes són cèl·lules no mòbils dins del gametòfit.
En els animals se sol parlar d'oogàmia quan l'òvul gran i no mòbil és fertilitzat per una cèl·lula petita mòbils (espermatozoide). Així, la cèl·lula ou s'ha optimitzat per a la longevitat, mentre que l'espermatozoide petit està optimitzat per a la mobilitat i la velocitat. La mida i els recursos de l'òvul permet la producció de feromones, que atreuen als espermatozoides.

## Evolució de l'anisogàmia
Una teoria ha proposat que l'anisogàmia es va originar a través de la selecció disruptiva que actua sobre un ancestre isògam de la població. A partir d'una població isògama amb dos tipus d'aparellament i tenint en compte la relació funcional entre l'aptitud d'un gàmeta i la seva mida.
Una teoria més recent emfatitza la importància de les limitacions físiques en els processos pels quals dos gàmetes s'uneixen i demostren que això només ho pot oferir una selecció disruptiva prou forta. Per tant, la teoria de la selecció disruptiva proporciona una possible explicació de l'origen de l'anisogàmia encara que altres forces selectives poden haver estat involucrades en l'especialització posterior del micro i macro-gàmeta.